# Виенски книжовен договор
Виенският книжовен договор е историческо споразумение за обединяване в единен литературен сърбохърватски език на съществуващите към онова време народни говори в Сръбско и Хърватско, включително също в Босна и Херцеговина, както и в самостоятелното тогава югоизточно държавно образувание, прераснало 2 години по-късно в Княжество Черна гора.

## Практическа реализация
Днес на практика, поради историческите перипетии и въпреки дългогодишно налаганата и провеждана последователна политика в тази насока от Австрийската империя, Австро-Унгария и наследилата ги Югославия, това споразумение не е изпълнено и не се спазва. Към 2011 г. в диалектния континуум на сърбохърватския език са обособени 4 официални езика - сръбски, хърватски, босненски и черногорски.

## Цели, задачи, участници
Виенският книжовен договор преследва целта да създаде единен общ книжовен език за всички западни южнославянски наречия. По времето на Югославия езикът е даже преименуван на сърбохърватско-словенски, имайки претенциите да привключи към себе си и словенския език.
Като най-подходящ народен говор за всичките тези наречия е избран южният (Босна и Херцеговина) в дубровнишкия му вариант, а именно източнохерцеговинският, който е и типичният сръбски, заложен междувременно от Вук Караджич като книжовна норма за сръбския език.
Историческото споразумение е сключено на 28 март 1850 г. в столицата на Австрийската империя. Сам по себе си този символичен акт е достатъчно красноречив чии външнополитически интереси обслужва този книжовен договор. Под текста му са положили подписите си 8-ина западно-южнославянски книжовници – 5-а хървати, 2-ма сърби и 1 словенец. Целта, която са си поставили тези езиковеди, е благородна – да сближи в обща цялост тези южнославянски народи.
Книжовното дело по съставянето на езиково-терминологичния общ понятиен апарат е финансирано от имперското австрийско министерство на просветата, тъй като по този начин се пестели правни и административни сили, енергия и пари – посредством въвеждането на единен езиков стандарт.
Инициатор на договора за общия език и терминология е Франц Миклошич, депутат в Австрийския Райхстаг, който заемал длъжността „имперски библиотекар“, и който предварително призовал сърбите и хърватите да седнат на една маса и да се разберат по въпроса за единния книжовен език. Естествено това се случило непосредствено след като поканените от Австрия руски войски потушили унгарската национална революция през 1848 г. Сърбите от военната граница в днешна Войводина за активната си позиция на австрийска страна срещу унгарците, били възнаградени със създаването на Войводство Сърбия и Тамишки Банат. Непосредствено преди сключването на договора, от най-видния сръбски книжовник и просветител Вук Караджич (пребиваващ от дълго време в австрийската столица) била излязла статията „Сърбите, всички и навсякъде“ в сборника му Ковчежић за историју, језик и обичаје Срба сва три закона.
Един от хърватските книжовници подписали договора – Иван Кокулич, заявил след сключването му, че до онзи момент хърватската интелигенция е спала дълбок сън - била подложена на италийското латинско влияние на илиризма още от времето на „Царството на славяните“, като сред хърватските женски дружества се общувало на немски, а старите хърватски аристократични родове изпращали синовете си в Унгария да учат унгарски - виж и хърватско-унгарска уния.